# Johann Friedrich Meckel, o Jovem
Johann Friedrich Meckel (Halle, 17 de outubro de 1781 — Halle, 31 de outubro de 1833) foi um médico e anatomista alemão. Junto com Isidore Geoffroy Saint-Hilaire (1805-1861) foi um dos fundadores da teratologia. Trabalhou como professor de anatomia, patologia e zoologia da Universidade de Halle.

## Biografia
Em 1802 recebeu o diploma de doutorado médico da Universidade de Halle, defendendo sua tese com o tema De cordis conditionibus abnormibus em 8 de Abril de 1802. Em Halle, teve como professores Kurt Sprengel (1766-1833) e Johann Christian Reil (1759-1813). Depois de se formar, Meckel continuou sua educação em Würzburg, Viena e Paris. Em Paris, foi assistente de Georges Cuvier (1769-1832) na pesquisa da análise sistemática de espécimes anatômicas e zootômicas. Em 1810, concluiu a tradução da obra em cinco volumes de Cuviers "Leçons d'anatomie Comparée" (Lições de Anatomia Comparada), do francês para o alemão.
Em 1808 tornou-se professor de anatomia normal e patológica, cirurgia e obstetrícia da Universidade de Halle, substituindo Justus Christian Loder (1753-1832). De 1826 a 1833 foi editor do periódico do Arquivo de Anatomia e Fisiologia (Archiv für Anatomie und Physiologie).  Em 1829, foi eleito membro da Academia de Ciências Real da Suécia.
Meckel adotou as teorias evolucionistas do naturalista francês Jean-Baptiste Lamarck (1744–1829). Foi pioneiro na ciência da Teratologia, particularmente no estudo dos defeitos congênitos e anormalidades que ocorrem durante o desenvolvimento embrionário. Ele acreditava que o desenvolvimento anormal tinha suas origens nas mesmas leis naturais que concorrem para o desenvolvimento normal. Em colaboração com o médico embriologista francês Étienne Serres (1786-1868), foi estabelecida a Lei de Meckel-Serres, como definição para a teoria do paralelismo entre os estágios da ontogenia e os estágios de um modelo de unificação no mundo orgânico, a quem classificou como Scala naturae.

## Epônimos e termos associados
Os seguintes termos eponímicos foram criados em sua homenagem:
- Divertículo de Meckel: é um divertículo congênito, uma pequena protuberância do intestino delgado presente ao nascimento.
- Cartilagem de Meckel: primeira formação da cartilagem embrionária, uma segmentação da cartilagem primária do neurocrânio.
- Síndrome de Meckel: Descrita pela primeira vez em 1822, a síndrome de Meckel se caracteriza por uma disfunção genética, rara e leta, constituída por displasia renal cística, malformações do sistema nervoso e desenvolvimento hepático, polidactilia e hipoplasia pulmonar, devido ao oligoidrâmnio.
- A Mecklina, uma proteína, encontrada no Cromossoma 8.

## Obras
- Abhandlungen aus der menschlichen und vergleichenden Anatomie und Physiologie, 1806
- Beiträge zur vergleichenden Anatomie (1808-12)
- De duplicitate monstrosa commentarius
- Handbuch der menschlichen Anatomie (1815-20)
- Handbuch der pathologischen Anatomie (1812-18), 2 vols.
- Manual of general, descriptive, and pathological anatomy
- Manuel d'anatomie générale, descriptive et pathologique
- Ornithorhynchi paradoxi; descriptio anatomica
- System der vergleichenden Anatomie (1821-30), 6 vols.
- Tabulae anatomico-pathologicae, modos omnes quibus partium corporis humani omnium forma externa atque interna a norma recedit, exhibentes (1817-26)
- Traité général d'anatomie comparée

## Família Meckel
- Johann Friedrich Meckel, o Velho (1724-1774), seu avô, foi também professor de anatomia.
- Philipp Friedrich Theodor Meckel (1755–1803), seu pai, foi médico e anatomista alemão.
- August Albrecht Meckel (1789–1829), seu irmão, praticou medicina legal e pesquisou anatomia aviária, porém, morreu prematuralmente de tuberculose.
- Johann Heinrich Meckel (1821–1856), seu sobrinho e filho de August Albrecht Meckel (1789–1829), foi professor de anatomia patológica da Universidade de Berlim. Morreu de problemas no pulmão e foi substituído pelo médico patologista Rudolf Virchow (1821-1902).